# Karl Friedrich Cerf

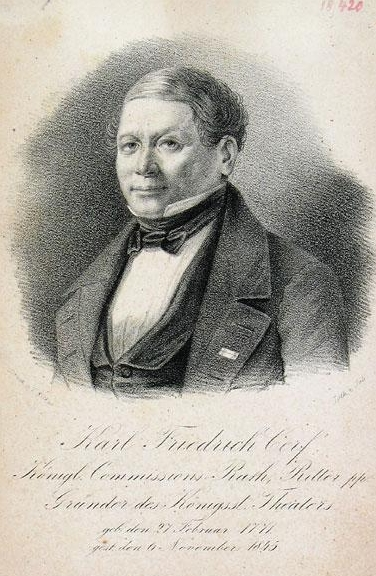

Karl Friedrich Cerf (eigentlich Friedrich Hirsch – Cerf [frz. Hirsch] war sein Künstlername) (* 27. Februar 1771 in Unter-Eisenheim, Landkreis Würzburg; † 6. November 1845 in Berlin) war ein deutscher Theaterleiter. Er führte seit 1824 das erste privatwirtschaftliche Theater in Berlin, das Königsstädtische Theater.
Cerf stammte aus jüdischer Familie, konvertierte früh zum Christentum und betätigte sich in Dessau im traditionellen jüdischen Beruf des Pferdehändlers. Es gelang ihm der Aufstieg zu einer wichtigen militärischen Funktion (Oberkriegscommissär). In den Befreiungskriegen gegen Napoléon konnte er sich unter Ludwig Adolph Peter Graf zu Sayn-Wittgenstein bewähren, sodass er vom Zaren Alexander I. ausgezeichnet wurde.
Cerf ließ sich in Berlin nieder. 1822 erhielt er vom preußischen König Friedrich Wilhelm III. die Lizenz zur Führung eines Theaters. Diese übertrug er nach wenigen Monaten an einen Aktienverein, der, unter der faktischen Leitung des Juristen Georg Carl Friedrich Kunowski, 1824 das erste privatwirtschaftliche „Volkstheater“ in Berlin unter dem Namen Königsstädtisches Theater eröffnete. Zu den Aktionären gehörten die Bankiers Jacob Herz Beer, Vater des Komponisten Giacomo Meyerbeer, und Joseph Mendelssohn vom Bankhaus Mendelssohn & Co. Kurz nach der Eröffnung war das Theater zunächst erfolgreich. Anschließend wurde der Betrieb defizitär. 1829 verkauften die Aktionäre ihre Anteile an Friedrich Cerf.
Cerf finanzierte das Geschäft durch Zuschüsse von Seiten des Hofes, der fortan auch die Defizite des Unternehmens trug. Der neue Inhaber nahm italienische Opern und französische Komödien in den Spielplan auf, was ihm von mancher Seite verübelt wurde. Auf der anderen Seite gelang ihm die Begründung einer Berliner Lokalposse mit Stars wie dem Schauspieler Friedrich Beckmann. Kritiker bezeichneten ihn als Strohmann des Hofs und als einen der Kunst und den Künstlern verständnislos gegenüberstehenden Geschäftsführer. Ähnliche Urteile sind über den erfolgreichen Wiener Theaterproduzenten Carl Carl bekannt.
Cerf wurde am 10. November 1845 auf dem Friedhof Georgen Parochial I beerdigt.
Sein Sohn Rudolf Cerf erbte die Lizenz für das Königsstädtische Theater und übertrug sie seit 1852 auf verschiedene andere Gebäude. Er ist als schillernder Berliner Theatergründer und -unternehmer in der zweiten Hälfte des 19. Jahrhunderts bekannt geworden.